# Orbiculoris
Orbiculoris es un género de foraminífero bentónico de la subfamilia Cibicidinae, de la familia Cibicididae, de la superfamilia Planorbulinoidea, del suborden Rotaliina y del orden Rotaliida. Su especie tipo es Orbiculoris tubulorictus. Su rango cronoestratigráfico abarcaba el Holoceno.

## Clasificación
Orbiculoris incluye a la siguiente especie:
- Orbiculoris tubulorictus